# Frangimento (linguistica)
Nella linguistica storica, la rottura o frangimento o frattura vocalica è il mutamento di un monottongo in un dittongo o trittongo. Il mutamento in un dittongo è anche noto come dittongazione. La frattura vocalica viene spesso distinta dalla dittongazione e definita più strettamente come un processo armonico (vale a dire assimilatorio) che coinvolge la dittongazione provocata dalla vocale o consonante successiva. La pura vocale originaria di solito si rompe in due segmenti, dove il primo si accompagna alla vocale originale e il secondo si armonizza con la natura della vocale o consonante "scatenante". Per esempio, il secondo segmento può essere /u/ (una vocale posteriore) se la vocale o consonante seguente è posteriore (per es. velare o faringale), e il secondo segmento può essere /i/ (una vocale frontale) se la vocale o consonante seguente è frontale (per es. palatale). Perciò, la frattura vocalica in questo senso stretto può essere vista come un esempio di assimilazione di una vocale a una vocale o consonante seguente.

## Inglese americano meridionale
Questa è una caratteristica della "pronuncia strascicata meridionale" dell'Inglese americano meridionale, dove le vocali frontali brevi hanno sviluppato un "suono transitorio" (semivocalico) fino a [j], e dunque in alcune zone fino allo scevà: pat [pæjət], pet [pɛjət], pit [pɪjət]. 

## Medio inglese
Nel medio inglese veniva inserita una vocale /i/ tra una vocale frontale e una /h/ seguente (pronunciata [ç] in questo contesto), e una vocale /u/ inserita tra una vocale posteriore e una /h/ seguente (pronunciata [x] in questo contesto). Questo è un esempio prototipo in senso stretto di "frattura vocalica" come descritto sopra: la vocale originale si rompe in un dittongo che si assimila alla consonante seguente, ottenendo una /i/ frontale davanti a una consonante palatale e /u/ davanti a una consonante velare.

## Antico inglese
Ci sono due processi nell'antico inglese che rappresentano degli esempi di frattura vocalica armonica, chiamata Old English breaking e back umlaut.
L'Old English breaking è un processo in atto nell'antico inglese preistorico mediante cui le vocali brevi e lunghe accentate i, e, æ diventano rispettivamente i dittonghi brevi e lunghi io, eo, ea, quando seguiti da h o da r, l + altra consonante (vocali brevi soltanto), e talvolta da w (soltanto per alcune vocali brevi).
Esempi sono:
- PG *fallan → feallan "fall"
- PG *erþō → eorþe "earth"

Il Back umlaut è un processo in atto nell'antico inglese preistorico attraverso cui le vocali brevi i, e, æ diventano rispettivamente i dittonghi brevi io, eo, ea davanti alla vocale posteriore della sillaba successiva, se la consonante che interviene è di una certa natura. 

## Norreno
La e breve accentata proto-germanica diventa regolarmente ja o (davanti a u) jǫ nel norreno tranne dopo w, r, l. Per esempio:
- PG *ek(a) "I" → (est) AN jak, svedese jag, danese e bokmål norvegese jeg  (ma jutlandico æ, a, islandese ek → ég, nynorsk eg)
  - Il faroese le ha entrambi. La forma standard è eg, mentre i dialetti di Suðuroy hanno jeg.
- PG *hertōn "cuore" (in ing. heart) → AN hjarta, svedese hjärta, faroese hjarta, danese hjerte
- PG *erþō "terra" (in ing. earth) → proto-norreno *erþū → AN jǫrð, svedese, danese jord, faroese jørð

Secondo alcuni studiosi, la dittongazione di e è un mutamento fonetico incondizionato, mentre altri parlano di epentesi o umlaut.

## Proto-indoeuropeo
Alcuni studiosi credono che le vocali i, u del protoindoeuropeo (PIE) abbiano un tipo di frattura davanti a un'originaria laringale in greco, armeno e tocario, mentre le altre lingue indo-europee hanno monottonghi. Esempi tipici sono:
- PIE *gʷih3wos → *gʷioHwos "vivo" → gr. ζωός, toc. B śāw-, śāy- (ma in sanscrito jīvá-, lat. vīvus)
- PIE *protih3kʷom → *protioHkʷom "lato frontale" → gr. πρόσωπον "faccia", toc. B pratsāko "petto" (ma in sanscrito prátīka-)
- PIE *duh2ros → *duaHros "lungo" → gr. δηρός, arm. *twār → erkar (sanscrito dūrá-, lat. dūrus).

Tuttavia, l'ipotesi non è adottata dalla maggior parte dei manuali.